# Сбитнев, Анатолий Митрофанович
Анатолий Митрофанович Сбитнев (род. 31 мая 1948, Российская Федерация) — советский деятель производства, новатор, сталевар Коммунарского (Алчевского) металлургического комбината Луганской области. Народный депутат СССР в 1989—1991 г. Член Ревизионной Комиссии КПУ в 1986—1990 г.

## Биография
Образование среднее специальное. Окончил Коммунарский индустриальный техникум Ворошиловградской области.
В 1970-х—1989 гг. — сталевар Коммунарского (теперь — Алчевского) металлургического комбината Ворошиловградской (Луганской) области.
Член КПСС. Новатор производства, руководил комсомольско-молодежной бригадой сталеваров.
С 1989 года — народный депутат СССР от Коммунарского территориального избирательного округа № 414 Луганской области, член Комиссии Совета Союза по вопросам развития промышленности, энергетики, техники и технологии.
Потом — на пенсии в городе Перевальское Луганской области.

## Награды
- ордена
- медали
- лауреат Государственной премии СССР за выдающиеся достижения в труде (1983)